# 롤란트 슐로세어
롤란트 슐로세어(Roland Schlosser, 1982년 8월 23일, 브레겐츠 ~)는 오스트리아의 플뢰레 펜싱 선수이다. 그는 2004년, 2008년, 2012년 하계 올림픽의 플뢰레 개인전에 출전하였다.